# 小林繁夫
小林 繁夫（こばやし しげお、1927年 - 2019年4月7日）は日本の航空宇宙工学者。東京大学名誉教授。工学博士。日本航空宇宙学会名誉会員・元会長。
構造力学・構造振動・空力弾性学・複合材料工学などを専門分野とした。

## 経歴
北海道札幌市生まれ。1950年東京大学工学部応用数学科卒業。1956年、東京大学助教授。同年、「航空機構造の振動に関する研究」で工学博士。その後渡米し、カリフォルニア工科大学で殻の座屈問題の研究に従事。帰国後の1972年に母校の教授に就任。
1983年から翌年まで日本航空宇宙学会会長を務めた他、日本複合材料学会の会長も務めた。1988年東京大学を退官、名誉教授。同年東京都立科学技術大学教授、1991年東京理科大学教授（2003年まで）。2010年瑞宝中綬章。
日本学術会議委員長、科学技術庁各種委員会委員・参与、宇宙開発委員会参与、宇宙開発事業団技術参与（理事待遇、2002年まで）などの公職も歴任し、日本の航空宇宙技術開発の発展に尽くした。また、『振動学』など、航空工学等の学生向けの優れた教科書も数多く執筆した。

## 著書
- 『弾性力学 (工学基礎講座)』 （近藤恭平と共著、培風館、1987年）
- 『航空機構造力学』（丸善、1992年。2014年新版）
- 『振動学』（丸善、1993年）
- 『宇宙工学概論』（丸善、2001年）